# Veresdale Scrub
Veresdale Scrub är en del av en befolkad plats i Australien. Den ligger i kommunen Logan och delstaten Queensland, omkring 47 kilometer söder om delstatshuvudstaden Brisbane. Antalet invånare är 620.
Närmaste större samhälle är Cedar Vale, nära Veresdale Scrub.
I omgivningarna runt Veresdale Scrub växer huvudsakligen savannskog. Runt Veresdale Scrub är det glesbefolkat, med 10 invånare per kvadratkilometer. Genomsnittlig årsnederbörd är 1 424 millimeter. Den regnigaste månaden är januari, med i genomsnitt 275 mm nederbörd, och den torraste är oktober, med 21 mm nederbörd.